# Gervas Rozario
Gervas Rozario (* 15. August 1951 in Stiangaccha) ist ein bangladeschischer Geistlicher und römisch-katholischer Bischof von Rajshahi.

## Leben
Gervas Rozario empfing am 31. Dezember 1980 das Sakrament der Priesterweihe für das Bistum Dinajpur. Am 21. Mai 1990 wurde er in den Klerus des mit gleichem Datum errichteten Bistums Rajshahi inkardiniert.
Am 15. Januar 2007 ernannte ihn Papst Benedikt XVI. zum Bischof von Rajshahi. Der Weihbischof in Dhaka, Theotonius Gomes CSC, spendete ihm am 22. März desselben Jahres die Bischofsweihe; Mitkonsekratoren waren der Bischof von Chittagong, Patrick D’Rozario CSC, und der Apostolische Nuntius in Bangladesch, Erzbischof Paul Tschang In-Nam.